# Grande Prêmio de Indianápolis de Motovelocidade
O Grande Prêmio de Indianápolis de MotoGP  foi um evento motociclístico que fez parte do mundial de MotoGP de 2008 a 2015.

## Vencedores do Grande Prêmio de Indianápolis
| Ano  | Pista        | Moto3                   | Moto2                     | MotoGP                   | Resumo   |
| ---- | ------------ | ----------------------- | ------------------------- | ------------------------ | -------- |
| 2015 | Indianapolis | Livio Loi (Honda)       | Álex Rins (Kalex)         | Marc Márquez (Honda)     | Detalhes |
| 2014 | Indianapolis | Efren Vazquez (Honda)   | Mika Kallio (Kalex)       | Marc Márquez (Honda)     | Detalhes |
| 2013 | Indianapolis | Álex Rins (KTM)         | Esteve Rabat (Kalex)      | Marc Márquez (Honda)     | Detalhes |
| 2012 | Indianapolis | Luis Salom (Kalex)      | Marc Márquez (Suter)      | Dani Pedrosa (Honda)     | Detalhes |
| Ano  | Pista        | 125 cc                  | Moto2                     | MotoGP                   | Resumo   |
| 2011 | Indianapolis | Nicolás Terol (Aprilia) | Marc Márquez (Suter)      | Casey Stoner (Honda)     | Detalhes |
| 2010 | Indianapolis | Nicolás Terol (Aprilia) | Toni Elías (Moriwaki)     | Dani Pedrosa (Honda)     | Detalhes |
| Ano  | Pista        | 125 cc                  | 250 cc                    | MotoGP                   | Resumo   |
| 2009 | Indianapolis | Pol Espargaró (Derbi)   | Marco Simoncelli (Gilera) | Jorge Lorenzo (Yamaha)   | Detalhes |
| 2008 | Indianapolis | Nicolás Terol (Aprilia) | Cancelada                 | Valentino Rossi (Yamaha) | Detalhes |